# Michèle Moser
Michèle Knobel, coniugata Moser (14 febbraio 1979), è una giocatrice di curling svizzera.

## Biografia
Partecipò all'età di 26 anni ai XX Giochi olimpici invernali edizione disputata a Torino, (Italia) nel febbraio del 2006, riuscendo ad ottenere la medaglia d'argento nella squadra svizzera con le connazionali Mirjam Ott, Valeria Spälty, Binia Beeli e Manuela Kormann.
Nell'edizione la nazionale svedese ottenne la medaglia d'oro, la canadese quella di bronzo.